# Konráð Gíslason

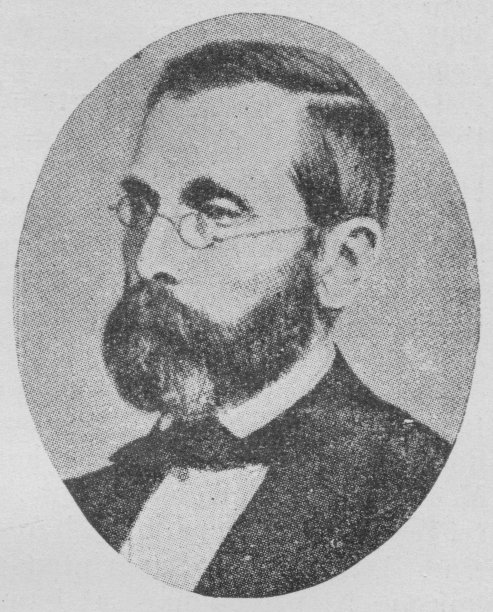
Porträt Konráð Gíslason

Konráð Gíslason (* 3. Juli 1808 bei Skagafjörður, Island; † 4. Januar 1891 in Kopenhagen, Dänemark) war ein isländisch-dänischer Sprachforscher.

## Leben und Werk
Konráð Gíslason besuchte von 1826 bis 1831 das Gymnasium zu Bessastaðir und bezog anschließend die Universität Kopenhagen, um sich den Rechtswissenschaften zu widmen. Da er jedoch ein größeres Interesse für germanistische Studien zeigte, wurde er schließlich Professor für altnordische Sprachen an der Universität zu Kopenhagen. Als solcher nahm er ausgedehnte sprachwissenschaftliche Untersuchungen vor. Überdies war er ein gründlicher Kenner der altnordischen Literatur.
Schon als junger Mann war er zusammen mit drei anderen jungen Isländern, den „Fjölnismännern“ (Fjölnismenn), in der sprachpflegerischen Bewegung des isländischen Sprachpurismus engagiert und gründete mit ihnen die Zeitschrift Fjölnir, die von 1835 bis 1839 und von 1844 bis 1847 in Kopenhagen als Jahresausgaben erschien. Mit Jónas Hallgrímsson übernahm er überdies 1836 für ein Jahr die Redaktion der 1827 gegründeten und bis heute erscheinenden Kulturzeitschrift Skírnir.
Die ersten Früchte seiner philologischen Studien waren eine auf die ältesten Handschriften gegründete kritische Elementarlehre des Altisländischen (Um frumparta Islenzkrar túngu i fornöld, 1846) und das erste dänisch-isländische Wörterbuch (1851). Eine (unvollendet gebliebene) Altnordische Formenlehre folgte 1858 nach. Außerdem hat sich Konráð Gíslason durch Ausgaben isländischer Schriften (Gísla saga, 1849; Njála, 1875–79, 2 Bände), Kommentare zur Skaldenpoesie und allgemein sprachliche Abhandlungen verdient gemacht.
Konráð Gíslason war Mitglied der Königlich Dänischen Akademie der Wissenschaften und der Königlich Preußischen Akademie der Wissenschaften.